# Jezbořice
Jezbořice är en ort i Tjeckien.   Den ligger i regionen Pardubice, i den centrala delen av landet, 90 km öster om huvudstaden Prag. Jezbořice ligger 269 meter över havet och antalet invånare är 316.
Terrängen runt Jezbořice är platt åt nordost, men åt sydväst är den kuperad.Runt Jezbořice är det tätbefolkat, med 427 invånare per kvadratkilometer. Närmaste större samhälle är Pardubice, 8,9 km nordost om Jezbořice. Trakten runt Jezbořice består till största delen av jordbruksmark.